# Kys
Et kys er en berøring med læberne, som regel af et andet menneske, oftest også på dennes læber. Ud over kys på den andens læber kan nævnes håndkys, kindkys og tungekys (der også kaldes et "Fransk kys"). Et kys kan være et kærtegn, der kan spænde fra kærlig hengivenhed til seksuel stimulering. Ofte er især kindkysset en rituel hilseform, som signalerer høflig hengivenhed.
Der er mange forskellige slags kys; håndkys, farvelkys, hilsenkys, familiekys, kys mellem ægtefæller, snave, god bedringkys, lidenskabelige kys osv.
Se også Ludvig Holberg-kyssets betydning og arter, epistel 199. Det kan måske give en noget bedre fornemmelse af et kys.
Paulus siger i sit brev til romerne, kapitel 16, vers 16: "Hils hverandre med et helligt kys". Praktisering af dette skriftsted gav i 1750'ernes Danmark årsag til stridigheder mellem pietisterne og andre grupper af kristne. 

## Dødskysset
På 40 års dagen, 6. oktober 1989, for DDR besøgte den sovjetiske leder Mikhail Gorbatjov sin østtyske kollega Erich Honecker og udvekslede de rituelle kys, det var lige før Berlinmurens fald og kysset er derfor også blevet kaldt for dødskysset.

## Overført betydning
Et sommerfuglekys er et kærtegn med øjenvipperne, og som sådan ikke et egentligt kys.
Da kys involverer munden og af mange mennesker opleves som noget behageligt, indgår ordet ”kys” i flere navne på kager og sliktyper, blandt andet kyskage, sukkerkys og negerkys (et tidligere mere udbredt navn for flødeboller).